# Lista do patrimônio histórico em Santa Catarina
A lista do patrimônio histórico no Santa Catarina reúne itens do patrimônio histórico do estado brasileiro de Santa Catarina, que foram tombados em nível estadual pela "Fundação Catarinense de Cultura" (FCC) e, em nível nacional tombados pelo IPHAN, no contexto de preservação do patrimônio histórico-cultural brasileiro.
| Imagem | Bem                                                         | Data de fundação | Tipo                                                              | Localização                         | Coordenadas                                               | Tombamento                                                                    | Data tombamento | Referência |
| ------ | ----------------------------------------------------------- | ---------------- | ----------------------------------------------------------------- | ----------------------------------- | --------------------------------------------------------- | ----------------------------------------------------------------------------- | --------------- | ---------- |
|        | Vila de São Miguel                                          |                  | centro histórico                                                  | Biguaçu                             | 27° 27′ 25″ S, 48° 38′ 17″ O                              | bem tombado pelo IPHAN                                                        |                 |            |
|        | Sobrado Museu Etnográfico                                   |                  | casa                                                              | Biguaçu                             | 27° 27′ 23″ S, 48° 38′ 15″ O                              | bem tombado pelo IPHAN                                                        |                 |            |
|        | Museu da Família Colonial                                   |                  | museu                                                             | Blumenau                            | 26° 55′ 21″ S, 49° 03′ 28″ O                              | bem tombado pelo IPHAN bem tombado pela FCC                                   |                 |            |
|        | Casa de Alcides Hoerning                                    |                  | casa                                                              | Blumenau                            | 26° 43′ 16″ S, 49° 06′ 06″ O                              | bem tombado pelo IPHAN bem tombado pela FCC                                   |                 |            |
|        | Comercial Husadel                                           |                  | loja                                                              | Blumenau                            | 26° 55′ 14″ S, 49° 03′ 53″ O                              | bem tombado pelo IPHAN                                                        |                 |            |
|        | Conjunto Zimmdars                                           |                  | conjunto de edifícios património histórico do Brasil              | Blumenau                            | 26° 40′ 50″ S, 49° 07′ 10″ O                              | bem tombado pelo IPHAN                                                        |                 |            |
|        | Antiga Estação Ferroviária de Marcílio Dias                 |                  | estação ferroviária                                               | Canoinhas                           | 26° 08′ 06″ S, 50° 23′ 14″ O                              | bem tombado pelo IPHAN                                                        |                 |            |
|        | Armazém da Antiga Estação Ferroviária                       |                  | edifício                                                          | Canoinhas                           | 26° 08′ 05″ S, 50° 23′ 14″ O                              | bem tombado pelo IPHAN                                                        |                 |            |
|        | Casa Ferroviária                                            |                  | edifício                                                          | Canoinhas                           | 26° 08′ 07″ S, 50° 23′ 14″ O                              | bem tombado pelo IPHAN                                                        |                 |            |
|        | Restaurante da Antiga Estação Ferroviária                   |                  | edifício                                                          | Canoinhas                           |                                                           | bem tombado pelo IPHAN                                                        |                 |            |
|        | Antiga Estação Ferroviária de Caçador Nova                  |                  | estação ferroviária                                               | Caçador                             | 26° 46′ 22″ S, 51° 00′ 47″ O                              | bem tombado pelo IPHAN                                                        |                 |            |
|        | Armazém da Antiga Estação Ferroviária                       |                  | edifício                                                          | Caçador                             | 26° 46′ 22″ S, 51° 00′ 50″ O                              | bem tombado pelo IPHAN                                                        |                 |            |
|        | Ponte Hercílio Luz                                          |                  | ponte pênsil ponte de aço ponte rodoviária ponte de treliça ponte | Florianópolis                       | 27° 35′ 38″ S, 48° 33′ 58″ O                              | bem tombado pelo IPHAN                                                        |                 |            |
|        | Ilha do Campeche                                            |                  | ilha património natural                                           | Florianópolis                       | 27° 41′ 43″ S, 48° 27′ 59″ O                              | bem tombado pelo IPHAN                                                        |                 |            |
|        | Forte de Santa Bárbara da Vila                              |                  | forte                                                             | Florianópolis                       | 27° 36′ 02″ S, 48° 32′ 57″ O                              | bem tombado pelo IPHAN                                                        |                 |            |
|        | Forte de Santana do Estreito                                |                  | forte                                                             | Florianópolis                       | 27° 35′ 36″ S, 48° 33′ 50″ O                              | bem tombado pelo IPHAN                                                        |                 |            |
|        | Fortaleza de Nossa Senhora da Conceição de Araçatuba        |                  | património cultural fortaleza                                     | Florianópolis                       | 27° 50′ 29″ S, 48° 34′ 27″ O                              | bem tombado pelo IPHAN                                                        |                 |            |
|        | Fortaleza de Santo Antônio de Ratones                       |                  | património cultural fortaleza                                     | Florianópolis                       | 27° 28′ 24″ S, 48° 33′ 44″ O                              | bem tombado pelo IPHAN Património de Influência Portuguesa (base de dados)    |                 |            |
|        | Fortaleza de São José da Ponta Grossa                       |                  | património cultural fortaleza                                     | Florianópolis                       | 27° 25′ 54″ S, 48° 31′ 06″ O                              | bem tombado pelo IPHAN Património de Influência Portuguesa (base de dados)    |                 |            |
|        | Avenida Mauro Ramos                                         |                  | boulevard                                                         | Florianópolis                       | 27° 35′ 37″ S, 48° 32′ 36″ O                              | bem tombado pelo IPHAN                                                        |                 |            |
|        | Edifício da Alfândega                                       |                  | edifício património histórico                                     | Florianópolis Santa Catarina Centro | 27° 35′ 51″ S, 48° 33′ 07″ O                              | bem tombado pelo IPHAN                                                        |                 |            |
|        | Casa Natal de Victor Meirelles                              |                  | casa                                                              | Florianópolis                       | 27° 35′ 53″ S, 48° 32′ 56″ O                              | bem tombado pelo IPHAN bem tombado pela Prefeitura Municipal de Florianópolis |                 |            |
|        | Capela Nossa Senhora do Perpétuo Socorro                    |                  | capela                                                            | Indaial                             | 27° 00′ 24″ S, 49° 15′ 21″ O                              | bem tombado pelo IPHAN bem tombado pela FCC                                   |                 |            |
|        | Casa de Arlindo e Edmundo Ristow                            |                  | casa                                                              | Indaial                             | 26° 58′ 47″ S, 49° 10′ 23″ O                              | bem tombado pelo IPHAN bem tombado pela FCC                                   |                 |            |
|        | Casa Duwe                                                   |                  | casa                                                              | Indaial                             | 26° 52′ 49″ S, 49° 18′ 00″ O                              | bem tombado pelo IPHAN                                                        |                 |            |
|        | Antiga Estação Ferroviária Central de Indaial               |                  | estação ferroviária                                               | Indaial                             | 26° 57′ 05″ S, 49° 17′ 10″ O                              | bem tombado pelo IPHAN                                                        |                 |            |
|        | Antiga Estação Ferroviária de Valões                        |                  | estação ferroviária                                               | Irineópolis                         | 26° 14′ 14″ S, 50° 48′ 16″ O                              | bem tombado pelo IPHAN                                                        |                 |            |
|        | Igreja São Pedro e São Paulo                                |                  | igreja património cultural                                        | Itaiópolis                          | 26° 34′ 25″ S, 49° 47′ 33″ O                              | bem tombado pelo IPHAN                                                        |                 |            |
|        | Conjunto de Alto Paraguaçú                                  |                  | património cultural património histórico edição                   | Itaiópolis                          | 26° 23′ 16″ S, 49° 54′ 59″ O                              | bem tombado pelo IPHAN                                                        |                 |            |
|        | Casa Polaski                                                |                  | edifício património cultural                                      | Itaiópolis                          | 26° 23′ 17″ S, 49° 55′ 03″ O                              | bem tombado pelo IPHAN                                                        |                 |            |
|        | Moinho Kollross                                             |                  | edifício património cultural                                      | Itaiópolis                          | 26° 23′ 27″ S, 49° 54′ 44″ O                              | bem tombado pelo IPHAN                                                        |                 |            |
|        | Casarão Museu da Memoria Regional                           |                  | edifício património cultural                                      | Itaiópolis                          | 26° 23′ 14″ S, 49° 55′ 00″ O                              | bem tombado pelo IPHAN                                                        |                 |            |
|        | Casa Buba                                                   |                  | edifício património cultural                                      | Itaiópolis                          | 26° 23′ 11″ S, 49° 54′ 58″ O                              | bem tombado pelo IPHAN                                                        |                 |            |
|        | Paróquia Sagrada Família                                    |                  | edifício património cultural                                      | Itaiópolis                          | 26° 26′ 51″ S, 50° 00′ 50″ O                              | bem tombado pelo IPHAN                                                        |                 |            |
|        | Capelinhas do Rosário                                       |                  | edifício património cultural                                      | Itaiópolis                          | 26° 23′ 14″ S, 49° 54′ 57″ O                              | bem tombado pelo IPHAN                                                        |                 |            |
|        | Casa do Agente (Casa do Sapateiro)                          |                  | edifício                                                          | Içara                               | 28° 42′ 42″ S, 49° 17′ 56″ O                              | bem tombado pelo IPHAN                                                        |                 |            |
|        | Casa de Erwin Rux                                           |                  | património histórico casa                                         | Jaraguá do Sul                      | 26° 32′ 10″ S, 49° 08′ 33″ O 26° 32′ 10″ S, 49° 08′ 32″ O | bem tombado pela FCC bem tombado pelo IPHAN                                   |                 |            |
|        | Casa de Vittore Schiocchet                                  |                  | casa                                                              | Jaraguá do Sul                      | 26° 26′ 23″ S, 49° 10′ 42″ O                              | bem tombado pelo IPHAN                                                        |                 |            |
|        | Depósito Breithaupt                                         |                  | edifício                                                          | Jaraguá do Sul                      | 26° 28′ 50″ S, 49° 05′ 10″ O                              | bem tombado pelo IPHAN                                                        |                 |            |
|        | Palácio dos Príncipes de Joinville                          |                  | palácio                                                           | Joinville                           | 26° 18′ 13″ S, 48° 50′ 36″ O                              | bem tombado pelo IPHAN                                                        |                 |            |
|        | Casa de Alvino Fleith                                       |                  | casa                                                              | Joinville                           | 26° 10′ 05″ S, 48° 57′ 15″ O                              | bem tombado pelo IPHAN                                                        |                 |            |
|        | Casa de Otto Schwisky                                       |                  | casa                                                              | Joinville                           | 26° 09′ 18″ S, 48° 59′ 22″ O                              | bem tombado pelo IPHAN                                                        |                 |            |
|        | Museu Anita Garibaldi                                       |                  | casa da câmara e cadeia museu                                     | Laguna                              | 28° 28′ 57″ S, 48° 47′ 06″ O                              | Património de Influência Portuguesa (base de dados) bem tombado pelo IPHAN    |                 |            |
|        | Museu Casa de Anita                                         |                  | museu edifício                                                    | Laguna                              | 28° 29′ 02″ S, 48° 46′ 50″ O                              | bem tombado pelo IPHAN                                                        |                 |            |
|        | Centro Histórico de Laguna                                  |                  | centro histórico                                                  | Laguna                              | 28° 28′ 53″ S, 48° 47′ 00″ O                              | bem tombado pelo IPHAN                                                        |                 |            |
|        | Igreja Matriz Santo Antônio dos Anjos                       |                  | igreja património histórico                                       | Laguna                              | 28° 29′ 01″ S, 48° 46′ 49″ O                              | bem tombado pelo IPHAN Património de Influência Portuguesa (base de dados)    |                 |            |
|        | Casa Pinto D'Ulisséa                                        |                  | edifício património histórico                                     | Laguna                              | 28° 28′ 53″ S, 48° 46′ 45″ O                              | bem tombado pelo IPHAN                                                        |                 |            |
|        | Fonte da Carioca                                            |                  | fontanário património histórico                                   | Laguna                              | 28° 28′ 53″ S, 48° 46′ 45″ O                              | bem tombado pelo IPHAN                                                        |                 |            |
|        | Marco do Tratado de Tordesilhas                             |                  | marco de fronteira património histórico                           | Laguna                              | 28° 28′ 46″ S, 48° 47′ 04″ O                              | bem tombado pelo IPHAN                                                        |                 |            |
|        | Casa de Câmara e Cadeia                                     |                  | edifício património histórico                                     | Laguna                              | 28° 28′ 57″ S, 48° 47′ 06″ O                              | bem tombado pelo IPHAN                                                        |                 |            |
|        | Antiga Estação Ferroviária de Laguna                        |                  | estação ferroviária                                               | Laguna                              | 28° 28′ 34″ S, 48° 46′ 47″ O                              | bem tombado pelo IPHAN                                                        |                 |            |
|        | Armazém / Garagem de Máquinas da Antiga Estação Ferroviária |                  | edifício                                                          | Laguna                              | 28° 28′ 34″ S, 48° 46′ 45″ O                              | bem tombado pelo IPHAN                                                        |                 |            |
|        | Casa para Empregado I                                       |                  | edifício                                                          | Maracajá                            |                                                           | bem tombado pelo IPHAN                                                        |                 |            |
|        | Casa para Empregado II                                      |                  | edifício                                                          | Maracajá                            |                                                           | bem tombado pelo IPHAN                                                        |                 |            |
|        | Casa para Empregado III                                     |                  | edifício                                                          | Maracajá                            |                                                           | bem tombado pelo IPHAN                                                        |                 |            |
|        | Casa para Empregado IV                                      |                  | edifício                                                          | Maracajá                            |                                                           | bem tombado pelo IPHAN                                                        |                 |            |
|        | Casa para Empregado V                                       |                  | edifício                                                          | Maracajá                            |                                                           | bem tombado pelo IPHAN                                                        |                 |            |
|        | Casa para Empregado VI                                      |                  | edifício                                                          | Maracajá                            |                                                           | bem tombado pelo IPHAN                                                        |                 |            |
|        | Casa para Empregado VII                                     |                  | edifício                                                          | Maracajá                            |                                                           | bem tombado pelo IPHAN                                                        |                 |            |
|        | Casa para Empregado VIII                                    |                  | edifício                                                          | Maracajá                            |                                                           | bem tombado pelo IPHAN                                                        |                 |            |
|        | Antiga Estação Ferroviária de Matos Costa                   |                  | estação ferroviária                                               | Matos Costa                         | 26° 28′ 50″ S, 51° 08′ 53″ O                              | bem tombado pelo IPHAN                                                        |                 |            |
|        | Armazém da Antiga Estação Ferroviária                       |                  | edifício                                                          | Matos Costa                         | 26° 28′ 23″ S, 51° 09′ 04″ O                              | bem tombado pelo IPHAN                                                        |                 |            |
|        | Casa Ferroviária 4                                          |                  | edifício                                                          | Matos Costa                         |                                                           | bem tombado pelo IPHAN                                                        |                 |            |
|        | Casa Ferroviária 5                                          |                  | edifício                                                          | Matos Costa                         |                                                           | bem tombado pelo IPHAN                                                        |                 |            |
|        | Casa Ferroviária 6                                          |                  | edifício                                                          | Matos Costa                         |                                                           | bem tombado pelo IPHAN                                                        |                 |            |
|        | Casa Ferroviária 7                                          |                  | edifício                                                          | Matos Costa                         |                                                           | bem tombado pelo IPHAN                                                        |                 |            |
|        | Edificação Ferroviária 1                                    |                  | edifício                                                          | Matos Costa                         |                                                           | bem tombado pelo IPHAN                                                        |                 |            |
|        | Edificação Ferroviária 8                                    |                  | edifício                                                          | Matos Costa                         |                                                           | bem tombado pelo IPHAN                                                        |                 |            |
|        | Restaurante da Antiga Estação Ferroviária                   |                  | edifício                                                          | Matos Costa                         |                                                           | bem tombado pelo IPHAN                                                        |                 |            |
|        | Casa do Agente Ferroviário                                  |                  | edifício                                                          | Morro da Fumaça                     | 28° 35′ 44″ S, 49° 14′ 49″ O                              | bem tombado pelo IPHAN                                                        |                 |            |
|        | Antiga Estação Ferroviária de Piratuba                      |                  | estação ferroviária                                               | Piratuba                            | 27° 25′ 11″ S, 51° 46′ 36″ O                              | bem tombado pelo IPHAN                                                        |                 |            |
|        | Casa de Pernoite Rio Uruguai                                |                  | edifício                                                          | Piratuba                            |                                                           | bem tombado pelo IPHAN                                                        |                 |            |
|        | Casa de Ella Voigt                                          |                  | casa                                                              | Pomerode                            | 26° 41′ 39″ S, 49° 10′ 30″ O                              | bem tombado pelo IPHAN bem tombado pela SEPLAN                                |                 |            |
|        | Casa de Erich Hardt                                         |                  | casa                                                              | Pomerode                            | 26° 39′ 46″ S, 49° 09′ 19″ O                              | bem tombado pelo IPHAN bem tombado pela FCC                                   |                 |            |
|        | Casa de Erwin Arndt                                         |                  | casa                                                              | Pomerode                            | 26° 42′ 18″ S, 49° 10′ 33″ O                              | bem tombado pelo IPHAN                                                        |                 |            |
|        | Casa de Felipe Wacholz                                      |                  | casa                                                              | Pomerode                            | 26° 41′ 40″ S, 49° 10′ 30″ O                              | bem tombado pelo IPHAN bem tombado pela FCC                                   |                 |            |
|        | Casa de Ovídio Siewert                                      |                  | casa                                                              | Pomerode                            | 26° 38′ 57″ S, 49° 11′ 15″ O                              | bem tombado pelo IPHAN                                                        |                 |            |
|        | Casa de Walter Raduenz                                      |                  | casa                                                              | Pomerode                            | 26° 39′ 23″ S, 49° 11′ 10″ O                              | bem tombado pelo IPHAN bem tombado pela FCC bem tombado pela SEPLAN           |                 |            |
|        | Casa de Wendelin Siewert                                    |                  | casa                                                              | Pomerode                            | 26° 38′ 51″ S, 49° 11′ 17″ O                              | bem tombado pelo IPHAN bem tombado pela FCC                                   |                 |            |
|        | Comércio Haut                                               |                  | loja                                                              | Pomerode                            | 26° 42′ 25″ S, 49° 09′ 53″ O                              | bem tombado pelo IPHAN bem tombado pela FCC bem tombado pela SEPLAN           |                 |            |
|        | Comércio Weege                                              |                  | loja                                                              | Pomerode                            | 26° 42′ 26″ S, 49° 09′ 53″ O                              | bem tombado pelo IPHAN bem tombado pela FCC bem tombado pela SEPLAN           |                 |            |
|        | Sítio Tribess                                               |                  | património histórico                                              | Pomerode                            | 26° 43′ 02″ S, 49° 08′ 11″ O                              | bem tombado pelo IPHAN bem tombado pela SEPLAN                                |                 |            |
|        | Estação da Rede Ferroviária Federal                         |                  | património histórico                                              | Porto União                         | 26° 13′ 51″ S, 51° 05′ 03″ O                              | bem tombado pela FCC bem tombado pelo IPHAN                                   |                 |            |
|        | Antiga Estação Ferroviária de Porto União                   |                  | estação ferroviária                                               | Porto União                         | 26° 13′ 50″ S, 51° 05′ 03″ O                              | bem tombado pelo IPHAN                                                        |                 |            |
|        | Armazém I da Antiga Estação Ferroviária                     |                  | edifício                                                          | Porto União                         | 26° 13′ 52″ S, 51° 05′ 05″ O                              | bem tombado pelo IPHAN                                                        |                 |            |
|        | Armazém II da Antiga Estação Ferroviária                    |                  | edifício                                                          | Porto União                         | 26° 13′ 48″ S, 51° 05′ 02″ O                              | bem tombado pelo IPHAN                                                        |                 |            |
|        | Ponte Metálica Rio Negro-Mafra                              |                  | património histórico                                              | Rio Negro Mafra                     | 26° 06′ 37″ S, 49° 48′ 08″ O                              | bem tombado pela CPC-PR                                                       |                 |            |
|        | Gruta do Tigre                                              |                  | caverna sítio arqueológico património cultural                    | Rio do Oeste                        | 27° 13′ 12″ S, 49° 46′ 31″ O                              | bem tombado pelo IPHAN                                                        |                 |            |
|        | Antiga Estação Ferroviária de Rio do Sul                    |                  | património histórico estação ferroviária                          | Rio do Sul                          | 27° 12′ 54″ S, 49° 38′ 27″ O                              | bem tombado pela FCC bem tombado pelo IPHAN                                   |                 |            |
|        | Armazém da Antiga Estação Ferroviária                       |                  | edifício                                                          | Rio do Sul                          |                                                           | bem tombado pelo IPHAN                                                        |                 |            |
|        | Estação Ferroviária Serra Alta                              |                  | património histórico                                              | São Bento do Sul                    | 26° 16′ 25″ S, 49° 23′ 32″ O                              | bem tombado pela FCC bem tombado pelo IPHAN                                   |                 |            |
|        | Estação Ferroviária Rio Natal                               |                  | património histórico                                              | São Bento do Sul                    | 26° 21′ 23″ S, 49° 17′ 23″ O                              | bem tombado pela FCC bem tombado pelo IPHAN                                   |                 |            |
|        | Casa de Waldemiro Struck                                    |                  | casa                                                              | São Bento do Sul                    | 26° 12′ 46″ S, 49° 19′ 42″ O                              | bem tombado pelo IPHAN                                                        |                 |            |
|        | Casa Schlagenhaufer                                         |                  | casa                                                              | São Bento do Sul                    | 26° 07′ 23″ S, 49° 12′ 07″ O                              | bem tombado pelo IPHAN                                                        |                 |            |
|        | Antiga Estação Ferroviária de Rio Natal                     |                  | estação ferroviária                                               | São Bento do Sul                    |                                                           | bem tombado pelo IPHAN                                                        |                 |            |
|        | Centro Histórico de São Francisco do Sul                    |                  | centro histórico                                                  | São Francisco do Sul                | 26° 14′ 30″ S, 48° 38′ 20″ O                              | bem tombado pelo IPHAN                                                        |                 |            |
|        | Acervo do Museu Nacional do Mar                             |                  | acervo                                                            | São Francisco do Sul                | 26° 14′ 26″ S, 48° 38′ 21″ O                              | bem tombado pelo IPHAN                                                        |                 |            |
|        | Antiga Estação Ferroviária de São Francisco do Sul          |                  | estação ferroviária                                               | São Francisco do Sul                | 26° 14′ 18″ S, 48° 37′ 59″ O                              | bem tombado pelo IPHAN                                                        |                 |            |
|        | Casa de Invalt Radoll                                       |                  | casa                                                              | Timbó                               | 26° 46′ 20″ S, 49° 15′ 21″ O                              | bem tombado pelo IPHAN                                                        |                 |            |
|        | Casa de Norberto Zimath                                     |                  | casa                                                              | Timbó                               | 26° 48′ 23″ S, 49° 14′ 58″ O                              | bem tombado pelo IPHAN                                                        |                 |            |
|        | Casa Ewald                                                  |                  | casa                                                              | Timbó                               | 26° 50′ 47″ S, 49° 16′ 34″ O                              | bem tombado pelo IPHAN bem tombado pela FCC                                   |                 |            |
|        | Salão Hammermeister                                         |                  | edifício                                                          | Timbó                               | 26° 48′ 43″ S, 49° 21′ 00″ O                              | bem tombado pelo IPHAN                                                        |                 |            |
|        | Casa de Ivanir Cancelier                                    |                  | casa                                                              | Urussanga                           | 28° 27′ 53″ S, 49° 18′ 44″ O                              | bem tombado pelo IPHAN                                                        |                 |            |
|        | Antiga Estação Ferroviária de Urussanga                     |                  | estação ferroviária                                               | Urussanga                           | 28° 31′ 58″ S, 49° 19′ 08″ O                              | bem tombado pelo IPHAN                                                        |                 |            |

∑ 104 items.